# 나디아 로즈
나디아 로즈(Nadia Rose, 1993년 6월 11일 ~ )는 잉글랜드의 래퍼이다. BBC 사운드 오브 2017에서 5위를 했다.

## 음반 목록

### EP
- Highly Flammable (2017)